# جوناس مارتین
جوناس مارتین (انگلیسی: Jonas Martin؛ زادهٔ ۹ آوریل ۱۹۹۰) بازیکن فوتبال اهل فرانسه است.
از باشگاه‌هایی که در آن بازی کرده‌است می‌توان به باشگاه فوتبال رئال بتیس، باشگاه ورزشی آمیان، و باشگاه ورزشی مون‌پلیه اشاره کرد.
وی همچنین در تیم ملی فوتبال زیر ۱۹ سال فرانسه بازی کرده‌است.